# Filinto Costa Alegre
Filinto Guilherme d'Alva Costa Alegre (9 de Julho de 1952, Água Porca, Água Grande, São Tomé) é um advogado, jurista e político de São Tomé e Príncipe.

## Biografia
Nasceu em 9 de Julho de 1952 em São Tomé, um ano antes do Massacre de Batepá.
Ingressa no então Liceu Nacional D. João II, concluindo seus estudos secundários, rumando em seguida para Lisboa. Aos 22 anos, interrompe os seus estudos universitários em Portugal e regressa a São Tomé, para fundar e dirigir a Associação Cívica Pró-Movimento de Libertação de São Tomé e Príncipe, primeira organização nacionalista efectivamente implantada em São Tomé e Príncipe. Na sequência da mobilização e da reivindicação socioeconômica e política conduzida pela Associação Cívica, São Tomé e Príncipe viria a tornar-se independente em 12 de Julho de 1975.
Juntamente com muitos dos membros da Associação Cívica, é perseguido politicamente pelo ala do MLSTP agrupada na figura Pinto da Costa, sendo obrigado, sob intervenção humanitária de sua amiga Alda do Espírito Santo, a partir para o exílio em Moçambique.
Quatro anos depois (1979), concluiu a Licenciatura em Direito na Faculdade de Direito da Universidade Eduardo Mondlane em Maputo, Moçambique. Em 1991 concluiu o Mestrado em "Port and Shipping Administration", na World Maritime University, em Malmo, na Suécia, tendo a sua dissertação de mestrado incidido sobre "A Fraude Marítima".
Opositor do regime de partido único vigente em São Tomé, Filinto Costa Alegre foi um dos fundadores do Grupo Reflexão, organização que liderou a luta pela instauração do processo democrático em São Tomé e Príncipe. Transformada em Partido Convergência Democrática - Grupo Reflexão, a organização viria a vencer, com maioria absoluta, as primeiras eleições multipartidárias realizadas em são Tomé e Príncipe, em Março de 1991. Torna-se, então, Líder da Bancada Parlamentar da nova maioria, função de que se afastou, em 1994, alegando "desilusão política".
Após abandonar temporariamente a política, assume as funções de Técnico Superior do Ministério da Justiça, Magistrado do Ministério Público, Magistrado Judicial e Assessor Jurídico do Banco Central de São Tomé e Príncipe.
Alguns meses antes das eleições legislativas de 2006, participa na criação, organização e direcção do Movimento de Descontentes, denominado NOVO RUMO que, enquanto movimento alternativo saído da sociedade civil, concorre às referidas eleições.
Entretanto, é eleito Membro do Conselho Superior Judiciário, órgão de auto-governo das Magistraturas; em 2007 toma posse como membro do Conselho do Estado, órgão Constitucional de consulta, em certos casos vinculativa, do Presidente da República.
Em 2011, candidatou-se como independente nas eleições presidenciais terminando em 7º lugar, com 3,99% dos votos.

### Vida pessoal
Vive, em segundas núpcias, com Josina Sá Menezes Dias Umbelina, sendo pai de quatro filhos.